# Любовь вне закона
«Любовь вне закона» (исп. Por amar sin ley) — мексиканская теленовелла, снятая продюсером Хосе Альберто Кастро для телекомпании «Televisa». В главных ролях Ана Бренда Контрерас, Давид Сепеда и Хулиан Хиль. Сериал был ремейком колумбийской теленовеллы «Закон сердца». Он транслировался с 12 февраля 2018 года на телеканале «Las Estrellas».

## Сюжет фильма
Этот сериал повествует о группе юристов, которые работают в фирме «Vega y Asociados», основанной Алонсо Вега. Главные герои — Алехандра, Рикардо и Карлос. После того, как полиция заключает в тюрьму Карлоса за убийство проститутки, Алехандра начинает работать на «Vega y Asociados», и её тянет к Рикардо, но Карлос, увидев это, решает сделать все возможное, чтобы разделить их вместе с помощью ещё одной девушки, Елены. С другой стороны, действие происходит между Викторией и Роберто, Роберто пытается соблазнить её, но она не поддаётся его игре.
В действии также участвуют Бенхамин и Летисия, два амбициозных адвоката и любовника, Оливия, которая безумно любит Леонардо, но он обращает внимание только на её работу, Густаво, который после неудач решает разорвать свой брак, и Хуан Лопес, юрист, который восхищается фирмой «Vega y Asociados» и хочет туда устроиться.

## В ролях
- Ана Бренда Контрерас — Алехандра Понсе
- Давид Сепеда — Рикардо Бустаманте
- Хулиан Хиль — Карлос Ибарра
- Хосе Мария Торре Хютт — Роберто Морелли
- Серхио Басаньес — Густаво Сото
- Альтаир Харабо — Виктория Эскаланте
- Гильермо Гарсия Канту — Алонсо Вега
- Пабло Валентин — Бенхамин Акоста (сезон 1)
- Илития Мансанилья — Оливия Суарес (сезон 1)
- Джеральдин Базан — Елена Фернандес
- Моисес Арисменди — Алан Паес
- Мануэль Бальби — Леонардо Моран (сезон 1)
- Виктор Гарсия — Хуан Лопес
- Ева Седеньо — Летисия Хара (сезон 1)
- Азела Робинсон — Паула Ортега
- Роберто Баллестерос — Хайме Понсе
- Летисия Пердигон — Сусана Лопес
- Иссабела Камил — Изабель (сезон 1)
- Арлет Пачеко — Кармен
- Магда Карина — Соня (сезон 1)
- Наталья Умана — Татьяна
- Лурд Мунгуия — Лурд
- Даниэла Альварес — Фер
- Кимберли Дос Рамос — София Алкосер (гостья, сезон 1, основной, сезон 2)
- Марко Мендес — Хавьер Ривас (сезон 2)
- Аксель Рикко — Эль Сьего (гость, сезон 1, основной, сезон 2)
- Алехандра Гарсия — Лорена Фуэнтес (сезон 2)
- Мар Самора — Нэнси Муньос (сезон 2)
- Хулио Валладо — Мануэль Дуран (сезон 2)
- Маурисио Русселон — Рауль (сезон 2)
- Марк Клотет — Адриан Карбальо (сезон 2)
- Алехандро Томмаси — Николас (гость, сезон 1, основной, сезон 2)
- Карина Ансира (сезон 2)
- Элиас Кампо — Эль Киво (сезон 2)
- Диего Валь — Эль Куэрво (сезон 2)
- Люсия Сильва — Мишель (сезон 2)

## Награды и номинации
| Год  | Награда            | Категория                                 | Получатель                                                               | Результат |
| ---- | ------------------ | ----------------------------------------- | ------------------------------------------------------------------------ | --------- |
| 2019 | Premios TVyNovelas | Лучшая теленовелла года                   | Хосе Альберто Кастро                                                     | Номинация |
| 2019 | Premios TVyNovelas | Лучший актёр                              | Давид Сепеда                                                             | Номинация |
| 2019 | Premios TVyNovelas | Лучший антагонист актёра                  | Хулиан Хиль                                                              | Номинация |
| 2019 | Premios TVyNovelas | Лучший ведущий актёр                      | Гильермо Гарсия Канту                                                    | Номинация |
| 2019 | Premios TVyNovelas | Лучшая соведущая актриса                  | Альтаир Харабо                                                           | Номинация |
| 2019 | Premios TVyNovelas | Лучший ведущий актёр                      | Хосе Мария Торре                                                         | Номинация |
| 2019 | Premios TVyNovelas | Лучший оригинальный рассказ или адаптация | Моника Агудело, Хосе Альберто Кастро, Ванеса Варела и Фернандо Гарцилита | Номинация |
| 2019 | Premios TVyNovelas | Лучшее направление камер                  | Бернардо Наджера и Маурисио Мансано                                      | Номинация |
| 2019 | Premios TVyNovelas | Лучший актёрский состав                   | Любовь вне закона                                                        | Номинация |